# کلاوس زامر
کلاوس زامر (به آلمانی: Klaus Sammer) بازیکن فوتبال و هافبک اهل آلمان شرقی بود که از سال ۱۹۷۰ میلادی عضو تیم ملی فوتبال آلمان شرقی بوده‌است. وی در ۱۷ بازی ملی حضور داشته و در بازی‌های ملی‌اش گلی به ثمر نرساند. کلاوس زامر آخرین بازی ملی خود را در سال ۱۹۷۳ میلادی انجام داد.